# Тюремный блюз (Шоу Рена и Стимпи)
Тюремный блюз (англ. Big House Blues) — американский анимационный комедийный фильм 1990 года производства студии Spümcø. Первоначально фильм был показан на кинофестивале. Позже отцензурированная версия фильма вышла в эфир на канале Nickelodeon, после чего стала пилотным эпизодом мультсериала «Шоу Рена и Стимпи».

## Сюжет
Рен и Стимпи, бездомные и голодные, бродят по безымянному американскому городу в 1950-х годах. Собаколов переехал их на своей машине и отправил в собачий приют, несмотря на то, что Стимпи — кот. Остальные собаки ведут сибаритский образ жизни в своих камерах в приюте (который изображается, как тюрьма). Внезапно, появляется охранник и уводит одного из псов, Фила. На вопрос Рена о том, куда уводят Фила, другой пёс ответил, что его уводят «спать». Рен поначалу не понимает настоящего значения слова «спать», но когда осознаёт, что Фил подвергается эвтаназии, и с ним может случиться то же самое, — пугается. Стимпи вырыгивает на Рена комочки собачьей шерсти, непреднамеренно маскируя его под пуделя. Охранник вновь появляется, чтобы увести на эвтаназию уже Рена и Стимпи, как вдруг маленькая девочка, посетившая приют, захотела приютить Рена, подумав, что он — пудель. Рен был поражён своей внезапно сменившейся судьбой. В порыве сострадания он умоляет девочку приютить и Стимпи. В итоге, оба были успешно спасены девочкой. Они впервые попадают в свой новый дом, где мама девочки дарит Рену свитер, а Стимпи — кошачий лоток. Стимпи, благодарный за то, что получил свою первую частную собственность, случайно окунает Рена в свой лоток, что доставляет Рену дискомфорт.

## Актёры озвучки
| Актёр           | Персонаж              |
| --------------- | --------------------- |
| Джон Крисфалуси | Рен                   |
| Билли Уэст      | Стимпи                |
| Джим Смит       | Рассказчик, собаколов |
| Генри Порш      | Фил                   |
| Брайан Чин      | Джаспер               |
| Шерил Чейз      | Маленькая девочка     |
| Линн Нейлор     | Мама девочки          |

## Производство
Студия Spümcø была основана в 1989 году Джоном Крисфалуси, его девушкой Линн Нейлор и их друзьями: Бобом Кэмпом и Джимом Смитом. Летом 1989 года Крисфалуси встретился с продюсером Nickelodeon, Ванессой Коффи, и пытался заинтересовать её в финансировании нескольких разработанных им проектов. Среди них были такие проекты, как «Jimmy’s Clubhouse» (в главной роли с Джимми-отсталым мальчиком, позже переименованным в «Джимми-идиота») и сериал под названием «Your Gang». На встрече в отеле Sheraton Universal в Лос-Анджелесе Коффи заявила, что Крисфалуси воздвиг настолько харизматичную и потрясающую идею, что она была убеждена в необходимости финансировать один из его проектов. Коффи не понравилась концепция «Your Gang», но она посчитала, что два второстепенных персонажа — собака Рен и кот Стимпи, — имеют потенциал для собственного отдельного сериала. Это также было частью инициативы Nickelodeon по поддержке мультфильмов, созданных аниматорами, хотя сам Крисфалуси относился к этой инициативе равнодушно:
 «Все, что связано с создателями, — это выдумка прессы, чтобы заставить людей думать, какие они великодушные. На самом деле [телеканалам] нужны лезущие из кожи вон студии [вроде его], умирающие от желания вырваться из мейнстрима, студии, которые будут сбиваться с ног, чтобы делать отличные шоу и передавать права на мерчендайзинг».

Джон Крисфалуси
Коффи привела Крисфалуси на заседание совета директоров Nickelodeon в Нью-Йорке. Крисфалуcи произвёл впечатление на совет директоров, который хотел профинансировать «Jimmy’s Clubhouse», что и было первым выбором Джона. Однако, Крисфалуси не захотел продавать сети Nickelodeon авторские права на «Мальчика-идиота Джимми», его грубого дядю Джорджа Ликёра и канадскую подружку Соди Поп. Сеть Nickelodeon настаивала на том, чтобы ей принадлежали авторские права на всех персонажей, которые должны были появиться в мультсериале, выходящем на их канале, поскольку они надеялись создать «постоянную библиотеку вечнозеленых мультфильмов», как Disney и Warner Bros..
Крисфалуси всё-таки продал авторские права на Рена и Стимпи компании Nickelodeon на том основании, что они были его «вторыми лучшими персонажами». Коффи отвергла сериал «Your Gang» в качестве телешоу, но заявила, что готова финансировать телешоу на основе Рена и Стимпи. В конце 1989 года Коффи согласилась финансировать пилотный эпизод телешоу под предварительным названием «Рен Хоек и Стимпи» и сказала Крисфалуси, что если пилотный эпизод обретёт успех, то она будет публиковать телесериал на его студии. Производство пилотного эпизода под названием «Тюремный блюз» началось в декабре 1989 года.
Главными художниками, работавшими над пилотным эпизодом, были Джон Крисфалуси, Линн Нейлор, Боб Кэмп и Джим Смит. Кэмп описал «Тюремный блюз» как «нонсенс». Каждому из четырёх художников было поручено нарисовать то, что, по их мнению, было его самой сильной стороной: Кэмп рисовал комические сцены, Смит — «мужественные» сцены с собаколовами, Нейлор — «милые» сцены, а Крисфалуси — «дикие» сцены, где Рен сходит с ума от осознания скорой смерти. Раскадровка эпизода была закончена в январе 1990 года. Половина сцен была нарисована в Spümcø в Лос-Анджелесе, а другая половина — в студии Carbunkle Cartoons в Ванкувере. Студия Carbunkle была основана в 1989 году мужем и женой Бобом Жаком и Келли Армстронг. Крисфалуси и Нейлор знали Жака со времен их учёбы в колледже «Sheridan College» в 1970-х годах. Платить мультипликаторам американскими долларами было дорого, а снижение курса канадского доллара сделало выгодным привлечение канадской студии в качестве субподрядчика. Первоначально «Тюремный блюз» был выполнен в анимационном стиле, похожем на мультфильмы Эда Бенедикта, созданные студией Hanna-Barbera в 1950-х годах. Жак убедил Крисфалуси перейти на более утрированный стиль.
 «Мы никак не могли разобраться с материалом „Рена и Стимпи“. Нельзя было просто набросать на макеты временную диаграмму и поставить их в промежуток. Экстремальные или экспрессивные движения и актёрская игра требуют экстремальных действий»

Боб Жак
Билли Уэст был первоначально приглашен на роль Рена и Стимпи, но Крисфалуси забрал роль Рена себе. Уэст утверждал, что, по его мнению, Крисфалуси всегда намеревался озвучивать Рена. Джон ввёл в заблуждение руководство телесети, сказав, что Уэст будет играть обе роли, чтобы получить финансирование. «Тюремный блюз» был в производстве в течение всей первой половины 1990 года. На производство ушло 80 000 долларов США. Пилотный эпизод показал лишь «умеренно хорошие результаты» на тестировании, но Коффи была полна решимости поддержать шоу. Она подвергла цензуре некоторые сцены садистской жестокости, которой подвергался Фил, и изменила концовку, где Фил восстаёт из могилы, которая, по её мнению, преуменьшала серьёзность его смерти.
Руководители телесети были недовольны, когда впервые посмотрели «Тюремный блюз» в середине 1990 г.. Было заявлено, что материал не подходит для телевизионного шоу, ориентированного на детей. Эпизод подвергся жёсткой цензуре со стороны телесети Nickelodeon, которая вырезала сцену, где Рен страстно целует Стимпи и говорит, что любит его, поскольку эта сцена подразумевает, что дуэт был гомосексуальным (несмотря на то, что Рен делал это неосознанно). Аналогичным образом сцена, где Рен моет рот в туалете, была подвергнута цензуре, хотя, что любопытно, она была включена в начальную заставку каждого эпизода «Шоу Рена и Стимпи».
Дизайн Рена и Стимпи в «Тюремном блюзе» был гораздо сложнее, чем в дальнейшем телешоу, так как впоследствии Нейлор упростила дизайн персонажей, сославшись на то, что рисование персонажей кадр за кадром, как это было в стиле «Тюремного блюза», занимает слишком много времени и слишком дорого стоит. В «Тюремном блюзе» Рен и Стимпи имели «андеграундный» вид, который позже отсутствовал в эпизоде «Счастливый день Стимпи». Переделанный Нейлор дизайн Рена и Стимпи был использован в остальных частях шоу в целях экономии средств и времени, однако Крисфалуси заявил, что предпочитает дизайн, использованный в «Тюремном блюзе», как более соответствующий его видению персонажей.

## Релиз
С 10 августа 1990 года «Тюремный блюз» демонстрировался в качестве короткометражного фильма на различных кинофестивалях. Несмотря на опасения руководства сети Nickelodeon, эпизод был принят очень положительно, и Коффи сказала Крисфалуси: «Дети смеялись над вашим мультфильмом гораздо больше, чем над остальными». В сентябре 1990 года студия Nickelodeon одобрила запуск производства «Шоу Рена и Стимпи», и премьера первого эпизода была назначена на 11 августа 1991 года.

## Приём
Американский журналист Тэд Коморовски (Thad Komorowski) оценил эпизод на четыре из пяти звёзд.

## Книги
- Майкл Дж. Доббс. Escape — How Animation Broke into the Mainstream in the 1990s (англ.). — Орландо: BearManor Media, 2015.— ISBN 1593931107.
- Тэд Коморовски. Sick Little Monkeys: The Unauthorized Ren & Stimpy Story (англ.). — Олбани, Джорджия: BearManor Media, 2017.— ISBN 978-1629331836.